# 聖埃利亞斯山

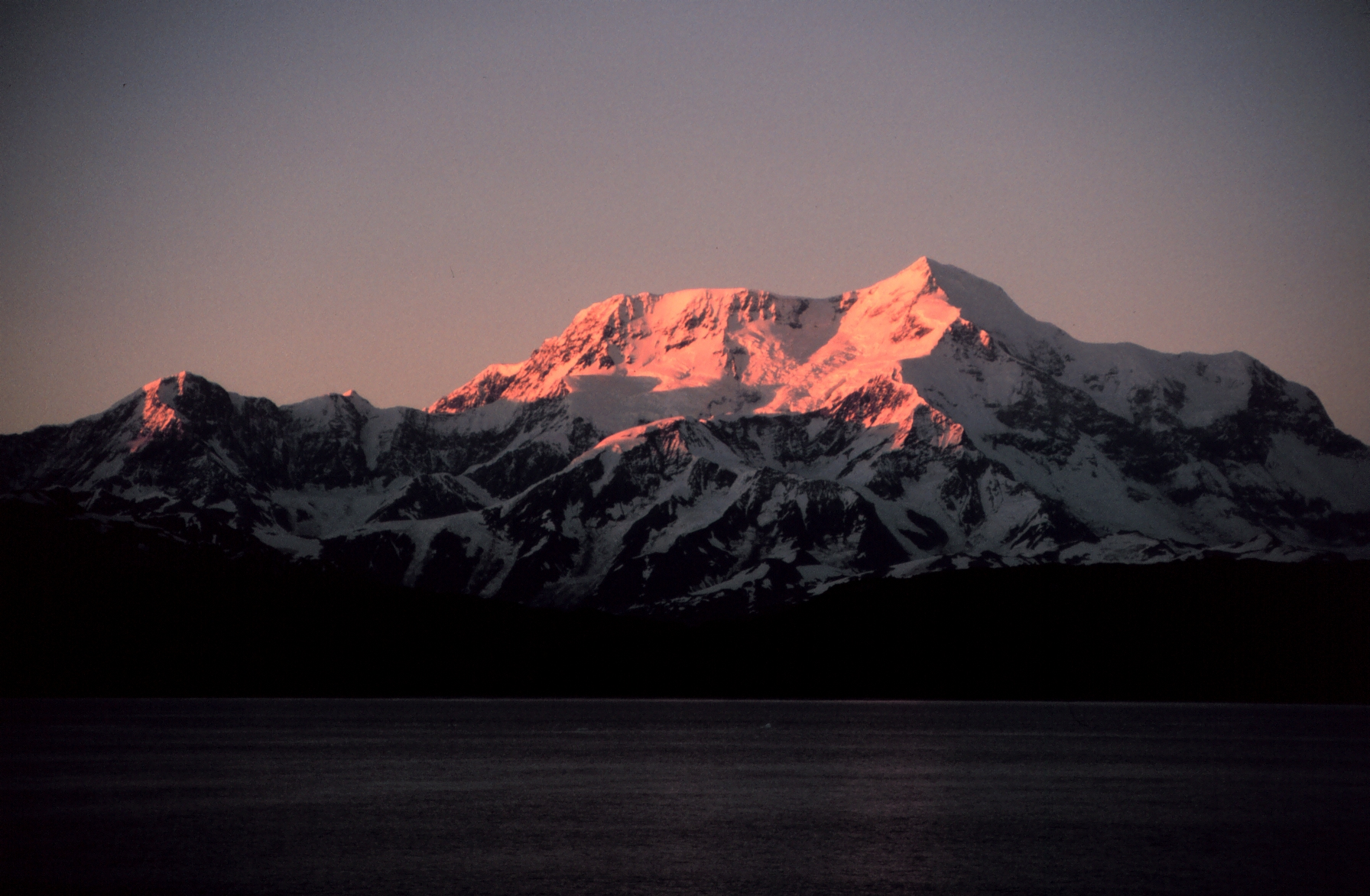
聖埃利亞斯山

聖埃利亞斯山（Mount Saint Elias）是北美洲的山峰，位於美國阿拉斯加州和加拿大育空接壤的邊境，屬於聖埃利亞斯山脈的一部分，距離洛根山41公里，海拔高度5,489公尺。

## 外部連結
- Mt. St. Elias on Peakware Archive.today的存檔，存档日期2012-09-09

1. 1 2 3  . Peakbagger.com.   [December 30, 2015]. （原始内容存档于2020-12-19）.